# Hernando (Mississippi)
Hernando ist eine Stadt innerhalb des Staates Mississippi in den Vereinigten Staaten. Sie ist der Verwaltungssitz (County Seat) des DeSoto County. Das U.S. Census Bureau hat bei der Volkszählung 2020 eine Einwohnerzahl von 17.138 ermittelt. Der Ort befindet sich im Norden von Mississippi und ist Teil der Metropolregion Memphis.

## Geschichte
Zur Zeit der Begegnungen französischer und spanischer Kolonisten hatte das Volk der Chickasaw dieses Gebiet schon lange bewohnt. Frankreich hatte koloniale Siedlungen entlang der Golfküste, im Norden am mittleren Mississippi, im sogenannten Illinois Country, und in Neufrankreich (dem heutigen Quebec in Kanada) aufgebaut. Die Franzosen unterhielten ein weites Handelsnetz mit verschiedenen Indianerstämmen entlang des Flusses, zum Beispiel in Natchez. Nach dem Indian Removal Act von 1830 und auf Druck der Vereinigten Staaten unterzeichneten die Chickasaw schließlich einen Vertrag, in dem sie den größten Teil ihres Landes in diesem Gebiet an die USA abtraten. Der größte Teil des Stammes wurde westlich des Mississippi im Indianerterritorium angesiedelt.
Diese Stadt wurde von den neuen europäisch-amerikanischen Siedlern zunächst Jefferson genannt. Im Jahr 1832 wurde sie in Hernando umbenannt, nach dem spanischen Entdecker Hernando de Soto. Er war der erste Europäer, der den Mississippi entdeckte. Die Gemeindegründung erfolgte 1837. Dieses County wurde von den Amerikanern für Baumwollplantagen erschlossen, die von der Sklavenarbeit der Afroamerikaner abhängig waren.
Während des frühen 20. Jahrhunderts entwickelten sich in Hernando viele Bluesmusiker. Afroamerikaner hatten eine starke musikalische Tradition in den Gebieten entlang des Mississippi entwickelt, wo viele in Familien aufgewachsen waren, die als Sharecropper auf Baumwollplantagen arbeiteten. Während der Great Migration in der ersten Hälfte des 20. Jahrhunderts wanderten viele Blues-Musiker nach Norden und brachten ihre Musik nach Chicago, wo sie die Kultur der Stadt mitprägten.

## Demografie
Nach der Schätzung von 2019 leben in Hernando 16.399 Menschen. Die Bevölkerung teilte sich im selben Jahr auf in 82,8 % Weiße, 13,4 % Afroamerikaner, 0,1 % amerikanische Ureinwohner, 0,1 % Asiaten und 1,6 % mit zwei oder mehr Ethnizitäten. Hispanics oder Latinos aller Ethnien machten 3,5 % der Bevölkerung aus. Das mittlere Haushaltseinkommen lag bei 79.195 US-Dollar und die Armutsquote bei 5,8 %.

## Söhne und Töchter der Stadt
- Robert Wilkins (1896–1987), Bluessänger
- Jim Jackson (1884/1890–1934), Bluessänger
- Donald Ray Brown (* 1954), Jazzmusiker
- Garrison Starr (* 1975), Sängerin